# Pom, das treue Fohlen
Pom, das treue Fohlen (französischer Originaltitel: Pom, le Poulain) ist ein französisch-belgischer Tierfilm unter der Regie von Olivier Ringer aus dem Jahr 2006.

## Handlung
In den Ardennen werden auch in heutiger Zeit noch Pferde in der Waldarbeit eingesetzt, um die schweren Baumstämme zu den Lastwagen zu ziehen. Im Familienbetrieb, der vom kaum volljährigen Juniorchef Patrick und seinem Vater geleitet wird, gehört Ardennerstute Mirabelle zu den besten Pferden. Sie ist mit der schweren Arbeit vertraut und führt als Leitpferd die anderen Pferde beim Transport der Stämme an. Sie hat vor kurzer Zeit ihr erstes Fohlen, Pom, zur Welt gebracht, das der ganze Stolz des früheren Baumfällers Julien ist. Der alte Mann kann nicht mehr mit seinen Händen arbeiten, kümmert sich jedoch sensibel um die Pflege der Pferde, die ihm am Herzen liegen. Damit gerät er immer häufiger in Konflikt mit Patrick, der kein Gespür für Pferde hat. Als die Pferde nach langer Schicht eine Pause brauchen und einen schweren Baumstamm nicht mehr vom Fleck bewegen können, will Patrick sie zum Weiterziehen zwingen. Durch seine unbeherrschte, aggressive Art bringt er die Pferde zum Scheuen, den Baumstamm zum Abrutschen und gefährdet damit die an den Baum gebundenen Pferde. Patrick selbst wird bei dem Manöver verletzt. Er muss ins Krankenhaus und beschuldigt vor seinem Vater Mirabelle, die ihn verletzt habe. Sie sei seit der Geburt von Pom gefährlich geworden. Sein Vater, der Patrick nach dem frühen Tod seiner Frau allein aufziehen musste und ihm inzwischen nicht mehr gewachsen ist, gibt nach. Er fordert Julien auf, Mirabelle ins Schlachthaus zu bringen, doch kann Julien durchsetzen, dass Mirabelle stattdessen an einen Wohnwagenvermieter als Zugpferd verkauft wird.
Pom ist nun ein verwaistes Fohlen. Er wurde von Mirabelle noch gesäugt und nimmt die von Julien zubereitete Ersatzmilch nicht an. Patrick quält das Fohlen, indem er es zwangsweise an das Halfter gewöhnen will. Der Chef wiederum verbietet Julien, Pom zu Mirabelle zu bringen, doch wird das Fohlen in kürzester Zeit so schwach, dass es nicht mehr aufstehen kann. Der Tierarzt meint, dass es jeden Lebenswillen verloren habe, und gibt das Tier auf. Julien packt Pom auf einen Wagen und fährt zum Wohnwagenverleih. Mirabelle ist jedoch als Wohnwagenzugpferd seit einigen Tagen mit einer Familie unterwegs. Wohin, weiß der Wohnwagenverleiher nicht. Julien beginnt mit der Suche. Mirabelle konnte sich unterdessen bei einer Rast losreißen und begibt sich auf den Weg zu ihrem Fohlen. Polizisten versuchen vergeblich, die gesichtete Stute zu fangen. Sie kehrt zu einer Weide im Wald zurück, wo Julien mit Pom und den anderen Pferden übernachtet. Pom begrüßt seine Mutter erfreut und bricht aus der Weide aus. Auch die anderen Pferde verlassen das umzäunte Gelände. Am nächsten Morgen findet Julien nur ein Pferd unweit der Weide. Er begibt sich auf die Suche nach den anderen, die für die Holzarbeit gebraucht werden.
Patrick, der die Leitung über die Holzfäller hat, glaubt, dass Julien die Pferde freigelassen habe. Schon lange sucht er nach einem Grund, Julien zu entlassen. Er findet Julien auf einer Wiese bei Mirabelle und Pom, die beim Anblick von Patricks Geländewagen die Flucht ergreifen. Patrick fährt ihnen hinterher und treibt die Tiere in einen Sumpf. Pom bleibt stecken. Patrick bindet Mirabelle mit einem Seil an seinen Geländewagen und treibt das Pferd bei hohem Tempo hinter sich her. Pom lässt er zum Sterben zurück, doch gelingt es Julien, das Fohlen aus dem Sumpf zu retten. Auf dem Rückweg sieht er Patricks Geländewagen über einem Abgrund. Gehalten wird der Wagen, in dem Patrick sitzt, nur noch von Mirabelle, die sich gegen das Seil stemmt, wie sie es bei der Waldarbeit gelernt hat. Sie ist am Ende ihrer Kräfte und Julien droht, das Seil zu durchschneiden, sei ihm doch die Stute wichtiger. Erst nach einer Weile erhört er Patricks Flehen. Mit seinem Reitpferd, Mirabelle und Pom gelingt es, den Wagen vom Abgrund zu ziehen. Mirabelle bricht kurz darauf zusammen. Obwohl Patrick weinerlich seinen Gesundheitszustand beklagt, verpflichtet Julien ihn, sich um Mirabelle zu kümmern, die ihr Leben für ihn riskiert hat. Er geht unterdessen Hilfe holen. Wenig später kommt ein Rettungshubschrauber zum Unfallort. Patrick ist geläutert. Als der Sanitäter ihn ins nächste Krankenhaus bringen will, besteht er darauf, dass stattdessen Mirabelle mitgenommen und behandelt wird. Einige Zeit später ist die Stute genesen und darf zurück auf die Weide zu Pom, der sie freudig begrüßt.

## Produktion
Pom, das treue Fohlen wurde 2005 in den Ardennen in Wallonien gedreht. Es war das Spielfilmdebüt des belgischen Regisseurs Olivier Ringer. Die Filmbauten schuf Patrick Dechesne, die Kostüme stammen von Nathalie Leborgne. Die Filmmusik wurde vom Orchestre Symphonique Bel’Arte unter der Leitung von Richard Boudarham eingespielt.
Der Film erlebte am 19. Juli 2006 in Belgien seine Premiere und lief am 4. August 2006 erstmals auf dem Lama Film Festival in Frankreich. In Deutschland erschien der Film am 3. Dezember 2008 direkt auf DVD und lief am 31. Dezember 2009 im ZDF erstmals im deutschen Fernsehen.

## Kritik
Der film-dienst nannte Pom, das treue Fohlen einen „Tierfilm als solide Familienunterhaltung, der von tierischen Ur-Instinkten und -Bedürfnissen erzählt: Botschaften, die auch bei den Menschen ankommen.“ Für 3sat war es ein „zu Herzen gehender Tierfilm aus Frankreich.“